# Pierre Héliot
Pierre Héliot, né le 15 septembre 1903 à Angers et mort à Couture-sur-Loir le 8 septembre 1984, est un bibliothécaire, historien et archéologue français, spécialiste de la castellologie et de l'archéologie monumentale médiévale. 

## Biographie
Originaire du Poitou, Pierre Héliot est chartiste et obtient en 1926 le diplôme d'archiviste-paléographe avec une thèse sur le donjon de Loches. Il est alors nommé à la direction de la bibliothèque classée de Boulogne-sur-Mer.
Outre son apport fondamental à l'histoire locale du Pas-de-Calais (et de la ville de Boulogne-sur-Mer en particulier), il a essentiellement contribué, par l'application patiente d'une typologie méthodique, à l'histoire du passage de l'architecture romane à l'architecture gothique, autant dans le domaine religieux que militaire. Il publie plus d'une centaine d'études, principalement dans le Bulletin monumental, les Comptes rendus de l'Académie des inscriptions et belles-lettres, la Revue archéologique, la revue Arte Lombarda ou encore l'Anuario de estudios medievales.

## Publications
- Le château de Boulogne-sur-Mer, H. Laurens, 1933
- Histoire de Boulogne et du Boulonnais, E. Raoust, 1937
- Les anciennes églises gothiques du Boulonnais, Picard, 1937
- Églises & clochers : Boulonnais-Artois-Ponthieu, Fequet, 1947
- Les églises du Moyen Âge dans le Pas-de-Calais, 2 vol., 1951-1953
- Les Anciennes cathédrales d'Arras, 1953
- L'Abbaye de Corbie, ses églises et ses bâtiments, Université de Louvain, 1957
- Du carolingien au gothique. L'évolution de la plastique murale dans l'architecture religieuse du Nord-Ouest de l'Europe (IXe – XIIIe siècle), Klincksieck — Imprimerie nationale, 1966
- La basilique de Saint-Quentin et l'architecture du Moyen Âge, Picard, 1967